# 努南 (北达科他州)
努南（英語：Noonan），是美国北达科他州下属的一座城市。根据2010年美国人口普查，该市有人口121人。